# Comunità montana Alto Sebino
La Comunità montana Alto Sebino era una comunità montana lombarda della provincia di Bergamo a cui facevano riferimento dieci comuni del lato settentrionale del lago d'Iseo. Con il decreto regionale n. 6840 del 26 giugno 2009 è stata fusa con la Comunità montana del Monte Bronzone e Basso Sebino e la Comunità montana della Val Cavallina. La nuova comunità montana ha preso la denominazione di Comunità montana dei Laghi Bergamaschi (zona omogenea 7) con sede a Lovere.
Ne facevano parte i comuni di:
- Bossico
- Castro
- Costa Volpino
- Fonteno
- Lovere
- Pianico
- Riva di Solto
- Rogno
- Solto Collina
- Sovere

## Ultimo presidente e Consiglio direttivo

### Presidente
- Ferruccio Ducoli - Presidente della Comunità Montana Alto Sebino

### Vice-presidenti
- Mauro Canini
- Lorenzo Lazzari